# Syfanoidea leighi
Syfanoidea leighi là một loài bướm đêm trong họ Noctuidae.